# Philippe Chaffanjon
Pour les autres membres de la famille, voir Famille Chaffanjon.
Philippe Chaffanjon, né le 30 janvier 1958 à Paris et mort dans cette même ville le 24 avril 2013, est un journaliste grand reporter et un dirigeant de radio français, il a effectué l'essentiel de sa carrière à RTL et à Radio France.

## Parcours
Philippe Chaffanjon est le fils de l'écrivain et journaliste Arnaud Chaffanjon, patron de la rédaction de Point de vue et images du monde, originaire de Couthures-sur-Garonne en Lot-et-Garonne,. Il est aussi par conséquent l'arrière-petit-fils de l'explorateur Jean Chaffanjon.
Durant ses études au centre de formation des journalistes de Paris (CFJ), Philippe Chaffanjon effectue un stage au journal Sud Ouest, dans les bureaux de la rédaction de Bayonne. Une fois diplômé en 1982, il commence sa carrière en intégrant France Inter en qualité de reporter et présentateur.
En 1987, il rejoint RTL en tant que grand reporter, et couvre les plus grands événements de la planète: les conflits tchétchène, rwandais, du Kosovo, la chute du mur de Berlin, les Jeux olympiques, le Tour de France, etc. Il est nommé rédacteur en chef de la station de la rue Bayard en 2000, puis atteint la fonction de directeur-adjoint de la rédaction de RTL en 2004.
Après vingt ans passés à RTL, sous l'impulsion du nouveau directeur de France Info Patrick Roger, il regagne Radio France le 14 mai 2007 en qualité de directeur adjoint et directeur de la rédaction de France Info. À partir de septembre 2009, il devient directeur de France Info, succédant ainsi à Patrick Roger parti diriger la rédaction de la chaîne d'information BFM TV. Très affecté après le décès de son ami et adjoint Francis Tyskiewicz en janvier,, et juste après les 25 ans de France Info en juillet 2012, il choisit de quitter la station. Durant les années passées aux rênes de la radio d'information, il contribue fortement à son succès.
À la suite de la démission d'Anne Brucy, Philippe Chaffanjon est nommé le 26 juillet 2012 directeur général adjoint de Radio France, chargé du réseau France Bleu. Il a pris ses fonctions le 30 juillet 2012. La station, en constante progression, fruit du travail de ses prédécesseurs, a vu son accroissement se poursuivre sous sa direction pour atteindre son record d'audience en janvier 2012, puis en avril 2013 avec une audience cumulée de 8 %, la plaçant ainsi cinquième radio de France.
Philippe Chaffanjon meurt brutalement à l'âge de 55 ans d'un arrêt cardiaque pendant son sommeil, la nuit du 23 avril 2013 au 24 avril 2013,,. Ses obsèques ont lieu le 27 avril 2013 à Couthures-sur-Garonne où il est enterré.

## Vie personnelle
Marié à Isabelle Chaffanjon née Madsen, Philippe Chaffanjon est père de quatre enfants : Charlotte, Pierre, Camille et Matthieu.
L'aînée, Charlotte Chaffanjon, est journaliste au magazine Le Point à partir de 2010, avant de rejoindre le service politique du quotidien Libération en 2021.

## Leprix Philippe-Chaffanjon(d)du reportage multimédia
Le 15 juin 2013, les médias Radio France, RTL, Sud Ouest et Le Point s'associent pour créer le prix Philippe-Chaffanjon (d) du reportage multimédia. Ce prix créé à l’initiative de sa femme Isabelle Chaffanjon a pour but de promouvoir le reportage de terrain ainsi que les jeunes talents de journalistes à Haïti. Il prend la suite du « prix France Info - XXI du reportage multimédia » que Philippe Chaffanjon avait créé en 2011 avec Patrick de Saint-Exupéry, rédacteur en chef de la revue XXI, Léna Mauger et Jean-Claude Guillebaud. 
Michel Serres de l'Académie française est le président d'honneur du prix.
En 2014, le prix du reportage multimédia français est attribué à Stéphane Siohan et Matthieu Sartre pour « Kinshasa FM », le prix du reportage multimédia haïtien allant à Ralph Thomassaint Joseph pour « Islène, quatre ans dans un camp sans ses deux mains ».
En 2015, les deux lauréats du prix sont Alexandre Billette et Hervé Dez pour « Transkraïna, aux confins de l'ex-URSS » dans la catégorie du reportage multimédia français, et Juno Jean Baptiste pour « La balade de Quai-Colomb » dans la catégorie du reportage multimédia haïtien.
En 2016, Lucie Soullier et Madjid Zerrouky ont remporté le prix du reportage multimédia français pour « Dans le téléphone d'une migrante syrienne », et Michel Joseph celui du reportage multimédia haïtien pour « Adoption en Haïti - Cri de désespoir ».
En 2017, le jury présidé par Florence Aubenas a décidé de primer, pour le prix du reportage français, « Les bruits de la guerre en plein cœur de l’Europe », réalisé par Prune Antoine, Gil Skorwid et Jan Zappner, publié sur le site de Mediapart en juillet 2016 et d'autre part, le drix du reportage haïtien est revenu au reportage « Le prix d’une pièce d’identité » réalisé par Robenson Henry, publié sur le site de Radio Kiskeya en novembre 2016.
En 2018, Stéphanie Trouillard de France24 reçoit le prix du reportage multimédia français pour « Les lettres retrouvées de Louise Pikovsky », tandis que Davidson Saint Fort est primé pour « Cri des oubliés de l'enfer carcéral » dans la catégorie du reportage multimédia haïtien.
En 2019, le jury a primé Sébastien Daycard-Heid, Guillaume Collanges, Bertrand Dévé et Jérome Pidoux pour « La vague à l’âme » – L’Odyssée des pêcheurs sénégalais de Lorient à Joal-Fadiouth, publié sur le site de France 24 en juin 2018, tandis que le Prix du reportage haïtien est décerné à Luckson Saint-Vil, Jean Marc Hervé Abelard et Dieu-Nalio Chery, réalisateurs de « Cité Soleil : les dessous d’une paix fragile », publié sur le site de AyiboPost en décembre 2018.

### Édition 2020
La septième édition du prix Philippe-Chaffanjon se déroule du 16 septembre au 16 décembre 2019. Les deux reportages primés sont dotés d'un prix de 2 500 euros, remis lors d'une cérémonie à la Maison de la radio. Ces reportages sont publiés sur les sites internet des médias partenaires. Le prix est présidé par Florence Aubenas, grand reporter au Monde. L'écrivain Dany Laferrière de l'Académie française devient le président d'honneur en remplacement de Michel Serres. Ce prix est soutenu par Radio France, M6, RTL, Orange, Sud Ouest, Le Point, la FNAC et Haïti Futur.